# Danmarks Miljøportal
Danmarks Miljøportal er en webportal indeholdende danske data på natur- og miljøområdet, iværksat som et fællesoffentligt samarbejde mellem Miljøministeriet, kommunerne og regionerne. 

## Historie og opgaver
Miljøportalen blev sat i drift 1. januar 2007, da amterne, som tidligere havde ansvaret for miljødata, blev nedlagt, og hensigten er at såvel borgere som professionelle miljømedarbejdere skal kunne finde relevante og opdaterede data om Danmarks natur og miljø.
Portalen omfatter bl.a. et bredt udvalg af fællesoffentlige stedbestemte miljødata på kort og flyfotos, samt naturdata og data om overflade- og grundvand.
Danmarks Miljøportal har ansvaret for en digital infrastruktur på miljøområdet, så myndigheder får nem[kilde mangler] adgang til miljødata og kan genbruge hinandens data. Danmarks Miljøportal understøtter med miljødatabaser myndighedernes sagsbehandling, nationale overvågninger og rapportering til fx Folketinget og EU, da miljømedarbejdere hurtigt kan kombinere miljødata fra forskellige dataindsamlere[kilde mangler]. Det er myndighedernes egne systemer, som sikrer, at de kan inddatere og trække data fra Miljøportalens databaser. Indenfor enkelte områder stiller Danmarks Miljøportal webservice til rådighed for brugerne herunder specielt myndigheder til inddatering og visning af miljødata. ¨
Miljøportalens rolle er at bidrage til den Fællesoffentlige Digitaliseringsstrategi på området ”Effektiv miljøforvaltning på fælles grundlag”, hvor miljødata skal være fælles og let tilgængelige. 
For offentligheden udstiller Danmarks Miljøportals miljødata via et Danmarkskort, Danmarks Arealinformation, som grafisk viser naturbeskyttelse, fredninger, bygge- og beskyttelseslinjer, landbrug, planlægning, jordforurening og grundvand, der har betydning for fx specifikke ejendomme eller lokalområder.
Miljøministeriet driver også kortsystemet  MiljøGIS  med  data om natur og miljø på webkort. Miljøgis består af en lang række lag, bl.a. med Natura 2000 og De Digitale Naturkort.

## Sekretariatsledere
- 2007: Helle Pilsgaard
- 2007-08: Thomas Færgeman
- 2008-09: Sisse Bang (konst.)
- 2009-2015 : Birgitte Pahl
- 2015: Henrik Pind G. Jørgensen (konst.)www.miljoeportal.dk Arkiveret 4. marts 2016 hos  Wayback Machine
- 2015- : Nils Høgsted

## Amternes miljøportal
Før 1.1. 2007 havde de danske amter en portal, Miljøportalen, der byggede på de forskellige amters miljødatabaser. Miljøportalen, som primært havde med vanddata at gøre, opgik i Danmarks Miljøportal.

## Eksterne links og kilder
1. ↑  Om Danmarks Miljøportal
2. ↑  MiljøGIS - data om natur og miljø på webkort på mst.dk
3. ↑  De Digitale Naturkort på MiljøGIS

- Danmarks Miljøportal
- Danmarks Arealinformation arealinformation.miljoeportal.dk
- Danmarks Miljøportal - anmærkninger i forslaget til Finansloven for 2014
- Jesper Vinther Christensen; Tobias Kjølsen; Anne Juul Sørensen (2007), "Danmarks Miljøportal", Geoforum Perspektiv, 6 (12): 7-10, Wikidata  Q100715901